# Mirsharai
Mirsharai è un sottodistretto (upazila) del Bangladesh situato nel distretto di Chittagong, divisione di Chittagong. Si estende su una superficie di 482,88 km² e conta una popolazione di 325.712 abitanti (dato censimento 1991).